# Tatort: Grenzfall
Grenzfall ist ein Fernsehfilm aus der Krimireihe Tatort, der erstmals am 8. März 2015 ausgestrahlt wurde. Es ist die 938. Folge der Reihe, der 35. Fall des österreichischen Ermittlers Moritz Eisner und der elfte Fall des Ermittlerteams Eisner/Fellner. Die Handlung der Folge lehnt sich an einen wahren Fall an.

## Handlung
Im Jahr 1968 verschwand ein junger Mann an der Grenze zur Tschechoslowakei: Er kam vom Fischen mit seinem Freund Fritz Gassinger nicht zurück.
Jahrzehnte später rollt der Journalist Max Ryba die Geschichte wieder auf – der Vermisste war sein Vater. Anlass dafür ist der Tod seiner Mutter, der Ehefrau des Verschwundenen. Gleichzeitig wird die Leiche des anscheinend beim Kajakfahren verunglückten 45-jährigen Tschechen Jiří Radok aus der Thaya, dem Grenzfluss zur damaligen Tschechoslowakei, geborgen.
Bei der Aufklärung von Radoks Tod begegnet das Ermittlerteam Eisner und Fellner Max Ryba. Sie stoßen auf Parallelen zu dessen privaten Nachforschungen: Der tote Kajakfahrer Jiří Radok wurde offenbar ermordet und war kein Unfallopfer; er arbeitete für den tschechischen Geheimdienst, ebenso wie früher sein Vater Jaroslav Radok. Bei Konsultationen mit den tschechischen Behörden stellt sich heraus, dass dieser zum Zeitpunkt der damaligen Ereignisse Führungsoffizier dreier Agenten in der Gegend war, von denen jedoch nur die Decknamen aktenkundig sind.
Bei gleichzeitig am Ufer der Thaya stattfindenden archäologischen Ausgrabungen findet ein Mitarbeiter ein Projektil einer tschechoslowakischen Ordonnanzwaffe neben einem vergrabenen toten Hund. Im Laufe des Falles stellt sich heraus, dass dieser tote Hund zufällig an der archäologischen Fundstelle verscharrt wurde und damals treuer Begleiter des verschwundenen Vaters Max Rybas war. Unterdessen verfolgt Fritz Gassinger, der alte Freund von Rybas Vater, die Ermittlungen und wird immer unruhiger. Schließlich findet Max Ryba angefangene Briefe von Fritz Gassinger an ihn, in denen dieser ihm etwas gestehen möchte.
Als ein Kampfschwimmer versucht, Gassinger in der Thaya umzubringen, kann Bibi Fellner ihn im letzten Moment retten. Dabei erschießt Eisner den Kampfschwimmer. Die Polizisten finden heraus, dass die Familie des jetzigen Öko-Unternehmers und Nationalratsabgeordneten Josef Karger vorhatte, Gassinger umzubringen, um den letzten Zeugen der mysteriösen Nacht von 1968 zum Schweigen zu bringen. Weder die Ermittler noch Max Ryba sollten das Geheimnis aufdecken können.
Max Rybas verschwundener Vater, Fritz Gassinger und Josef Karger betätigten sich nämlich in den 1960er Jahren als vom tschechischen Geheimdienst angeheuerte Spitzel. Rybas Vater wurde damals von den tschechischen Grenztruppen ermordet, weil er sich geweigert hatte, weiter für den Geheimdienst zu arbeiten. Die Decknamen aus den Akten Jaroslav Radoks lassen sich nun diesen drei Personen zuordnen.
Jiří Radok erpresste die angesehene Familie Karger mit dem Wissen um den damaligen Landesverrat, das er aus den Geheimdienstakten seines Vaters hatte. Dani Karger, die Frau Josef Kargers, hatte daher ihren Neffen, einen ehemaligen Kampfschwimmer, mit dem Mord an dem Erpresser – getarnt als Kajakunfall – beauftragt. Als sie befürchtet, dass Fritz Gassinger dem Druck durch die polizeilichen Ermittlungen und den Nachforschungen Max Rybas nicht standhalten würde und er die gemeinsame dunkle Vergangenheit der drei Freunde als Spione offenlegen könnte, setzt Dani Karger ihren Neffen auch auf ihn an. Der Anschlag scheitert jedoch durch das Eingreifen Eisners und Fellners.

## Hintergrund
Der Film wurde vom 12. Juni 2014 bis 11. Juli 2014 im Waldviertel unter anderem an Drehorten im Thayatal bei Hardegg, Kollmitzgraben, Drosendorf und bei Raabs gedreht.
Der Radiojournalist Ernst Weber recherchierte die Historie des Walter Wawra junior aus Rabensburg an der Thaya. Unter dem Titel „Tod an der Grenze“ setzte er die Geschichte der vermissten Fischer im ORF-Radio Ö1 in der Sendereihe „Hörbilder“ um. Für das tschechische Fernsehen wurde eine Dokumentation über das Schicksal des Vaters von Walter Wawra produziert, auf dem die Handlung der Tatort-Folge beruht. Harald Krassnitzer, Hauptdarsteller des Ermittlerteams, hörte den Radiobeitrag und bemühte sich um die filmische Umsetzung.
In der Folge Grenzfall wird die Operation Grenzstein im Grenzgebiet zu Österreich thematisiert, wenngleich sie historisch inkorrekt in die Zeit des Prager Frühlings eingebettet wird.

## Rezeption

### Einschaltquoten
Die Erstausstrahlung von Grenzfall am 8. März 2015 wurde in Deutschland von 9,59 Millionen Zuschauern gesehen und erreichte einen Marktanteil von 26,9 % für Das Erste.

### Kritiken
„Diese wunderbare Wiener Sprachmusik! Ein Reigen der Stummelsätze, der schwungvoll ist und doch bedrohlich, fügt sich gut in den außergewöhnlich opulenten Score von Kyrre Kvam, der für viele Szenen sehr eigene, oft beschwingte Musik komponiert hat. Sie trägt den Zuschauer auch über die Logiklöcher in diesem zuweilen sehr lässig zusammengeschaufelten Ausgrabungs-'Tatort'.“

„Eisner und Fellner granteln inzwischen nicht mehr, sie reden über die Grantelei, etwas Beiläufiges ist da verloren gegangen. Sobald man weiß, was man kann, reitet man es zu Tode. In dieser Episode ist praktisch jede Nebenfigur so liebevoll ausgemalt, dass es in der Summe wie eine Nummernrevue rüberkommt. Jeder Mensch ein Kauz. […] So viele Ideen. Aber wie immer gilt auch hier: Überfüttern verboten.“

„Ein vermeintlicher Routinefall konfrontiert Harald Krassnitzer und Adele Neuhauser im neuen ORF-„Tatort: Grenzfall“ mit einem erschütternden Drama über Täter und Opfer diesseits und jenseits des Eisernen Vorhangs. Rupert Henning erzählt einen leisen, aber überaus packenden Geschichtskrimi nach einer wahren Begebenheit vor der malerischen Kulisse des niederösterreichischen Waldviertels, den man, wenn man eine entschleunigte, dichte Inszenierung & herrlich trocken-witzige Dialoge mag, auf keinen Fall versäumen sollte. […].“